# دوميتيا لونجينا
دوميتيا لونجينا (53-55/ 126-130) إمبراطورة رومانية، وزوجة للإمبراطور الروماني دوميتيان. كانت دوميتيا الابنة الصغري للجنرال والقنصل جانيوس دوميتيوس كوربولو. انفصلت دوميتيا عن زوجها الأول، لوسيوس أيليوس لاميا بلوتيوس أيليانوس من أجل الزواج من دومتيان عام 71م. ولم يسفر زواجهما سوى عن ابن واحد، يعتقد أن وفاته المبكرة كانت سببًا في صدع مؤقت بين دوميتيا وزوجها عام 83م. أصبحت دوميتيا الإمبراطورة عندما ارتقي زوجها دوميتيان العرش في عام 81م، وظلت هكذا حتى اغتيل في عام 96م. ويعتقد أنها توفيت في وقت ما بين (126-130) م.

## العائلة
ولدت دوميتيا لونجينا مابين (50-55م)، وهي الابنة الثانية لجانيوس دوميتيوس كوربالو وكاسيا لونجينا. جدتها لأمها هي جونيا ليبيدا، حفيدة أوغسطس، أول إمبراطور روماني ومؤسس سلالة خوليو كلوديا. كانت خالتها الإمبراطورة الرومانية ميلونيا كيسونيا، زوجة كاليجولا ووالدة جوليا روسيلا. تزوجت شقيقتها الكبري، والتي تدعى أيضًا دوميتيا من السناتور لوسيوس أنيوس فينيسيانوس (صهر دوميتيوس كوربولو ). كان والدهما من أكثر مواطني الإمبراطورية تقديرًا، سواء في مجلس الشيوخ الروماني أو في الجيش. بالإضافة إلى خدمته كقنصل تحت كاليجولا، قام بحملات عسكرية في ألمانيا والإمبراطورية الفرثية في عهد كلا من كلوديوس ونيرو علي التوالي. ومع ذلك كانت عائلته مرتبطة بمؤامرة «بيزونيان» الفاشلة ضد نيرو عام 65م، ما أصابه بالخزي والعار ثم الانتحار.
لا يعرف عن حياة دوميتيا قبل زواجها من دوميتيان إلا القليل، لكن في وقت ما قبل عام 70م كانت متزوجة من لوسيوس أيليوس لاميا بلوتيوس إيليانوس، وهو عضو في مجلس الشيوخ الروماني.

## الزواج من دوميتيان

### حكم فيسباسيان وتيتوس

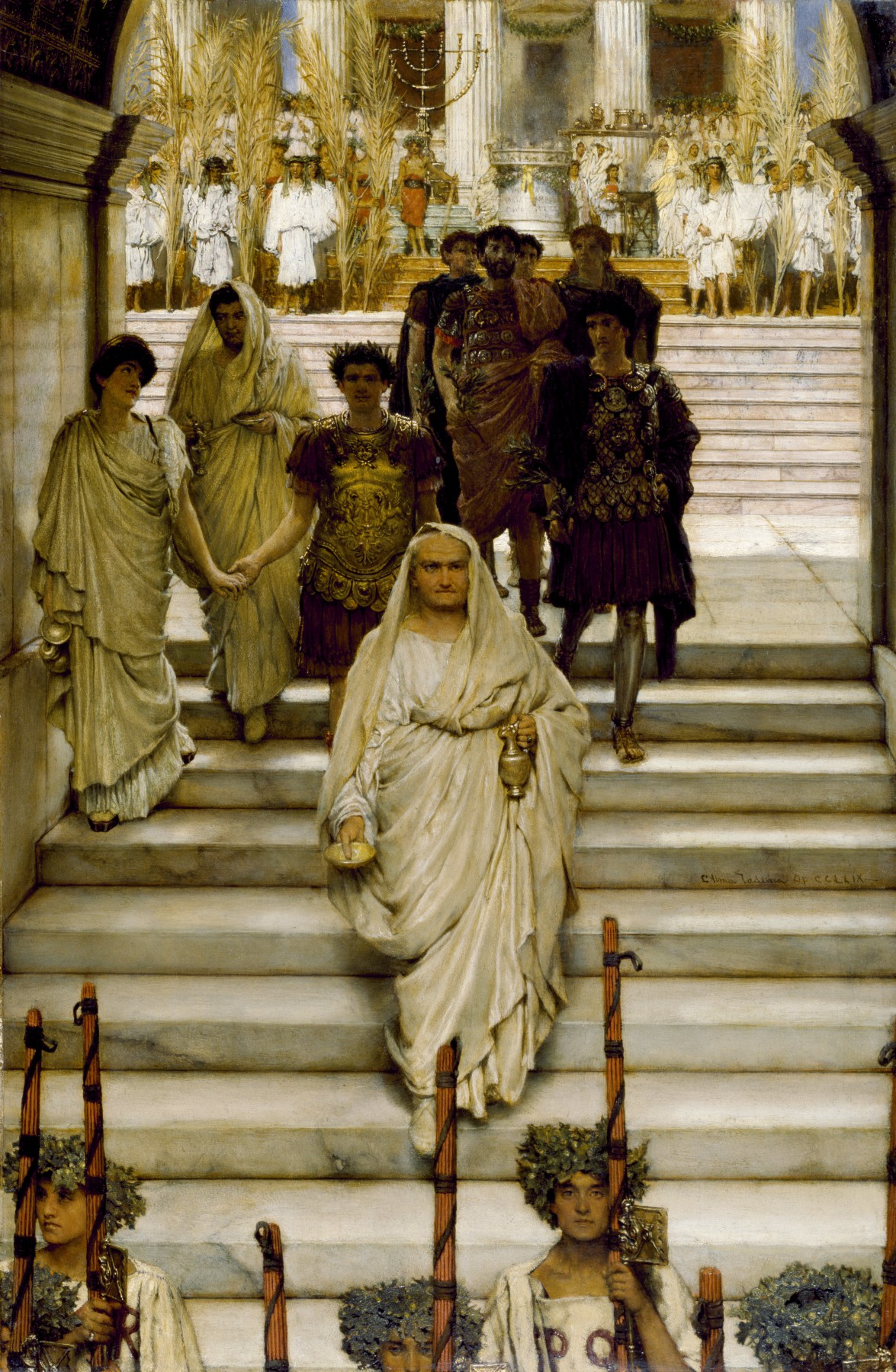
لوحة انتصار تيتوس، بريشة لورانس ألما-تاديما

عقب انتحار نيرو في التاسع من يونيو عام 68م، سقطت الإمبراطورية الرومانية في حرب أهلية عرفت بعام الأباطرة الأربعة، والتي شهدت فيها الإمبراطورية الرومانية صعودًا وسقوطًا متتاليين للأباطرة جالبا، وأُتو، وفيتيليوس. انتهت الأزمة باعتلاء فيسباسيان العرش، فأرسى السلام في جميع نواحي الإمبراطورية وأسس سلالة فلاڤية قصيرة العمر. في عام 71م حاول فيسباسيان ترتيب زواج سلالي بين ابنه الأصغر دوميتيان، وابنة ابنه الأكبر تيتوس، جوليا فلاڤيا. ولكن في هذا الوقت، كان دوميتيان قد قابل بالفعل دوميتيا لونجينا ووقع في حبها، وتمكن من إقناع زوجها لاميا بتطليقها، كي يتمكن هو من الزواج منها. على الرغم من تهوره، لكن المصاهرة كانت ناجحة للغاية بالنسبة للعائلتين. أعاد الزواج الجديد تأهيل عائلة كوربولو، بينما كان يخدم الدعاية الفلاڤية الأوسع في ذلك الوقت، والتي سعت الي التقليل من النجاح السياسي لفيسباسيان في ظل الأباطرة الأقل شهرة من سلالة جوليو كلوديان. بدلًا من ذلك أكُدت الصلات مع كلوديوس وبريتانيكوس، وأعيد تأهيل ضحايا نيرو، أو أولئك الذين حرموا بسببه.
خلال هذا الوقت، كان دور دوميتيان في حكومة فلاڤيان شرفيًا إلى حد كبير. في حين أن شقيقه الأكبر تيتوس كان يتقاسم السلطات مع والده على قدم المساواة تقريبًا، لكن دوميتيان ترك بشرف دون مسؤوليات. ظل هذا الوضع على حاله حتى خلف تيتوس فيسباسيان كإمبراطور في 23 يونيو 79، ما دفع المؤلفين القدامى والمحدثين إلى الاعتقاد بوجود عداوة متبادلة بين الأخوين. ففي عام 80م، خول تيتوس لأيليوس لاميا زوج دوميتيا السابق وظيفة القنصل كإهانة لدوميتيان، وفي مناسبة أخرى، عندما حث تيتوس لاميا على الزواج مرة أخرى، سأله لاميا عما إذا كان هو أيضًا يبحث عن زوجة. في نفس العام، ولد ابن دوميتيا ودوميتيان الوحيد المصدق. من غير المعروف ما هو اسم الصبي، لكنه توفي في طفولته في عام 83.
بعد عامين بالكاد في منصبه، توفي تيتوس بشكل غير متوقع بسبب حمى المخ في 13 سبتمبر81. وورد أن آخر كلماته كانت: «لقد ارتكبت خطأ واحدًا». تكهن المؤرخ المعاصر سويتونيوس حول احتمال تورط دوميتيان في وفاة شقيقه، وأرجع كلماته الأخيرة إلى شائعة في ذلك الوقت تدور حول أن تيتوس كان على علاقة غرامية مع دوميتيا لونجينا. ومع ذلك، فهو يرفض القصة باعتبارها مستحيلة للغاية.
في 14 سبتمبر، أعلن مجلس الشيوخ الروماني دوميتيان خلفًا لتيتوس، ومنحه السلطة التريبونية، ولقب الحبر الأعظم، ولقب أوغسطس، ولقب أب البلاد. وعليه، أصبحت دوميتيا لونجينا إمبراطورة روما.

### إمبراطورة روما
بعد وقت قصير من اعتلائه الإمبراطورية، منح دوميتيان لقب الجليلة إلى دوميتيا، بينما تم تأليه ابنهم الراحل. ظهر كلاهما على عملة دوميتيان خلال هذا الوقت. ورغم هذا، يبدو أن الزواج قد واجه أزمة كبيرة في عام 83م، لأسباب غير معروفة، نفى دوميتيان دوميتيا لفترة وجيزة، ثم سرعان ما استعادها، إما بسبب حبهما أو بسبب شائعات حول كونه على علاقة مع ابنة أخيه جوليا فلافيا. وفقًا لسويتونيوس، نفي دوميتيا بسبب علاقة غرامية مع ممثل مشهور يدعي باريس.
عندما اكتشف دوميتيان الأمر، زعم أن باريس قتل في الشارع، وطلق زوجته على الفور. يضيف سويتونيوس أيضًا أنه بمجرد نفي دوميتيا، أخذ دوميتيان جوليا عشيقته، التي توفيت لاحقًا خلال عملية إجهاض فاشلة.
لكن المؤرخين المعاصرين يعتبرون ذلك غير قابل للتصديق إلى حد كبير، مع الإشارة إلى أن العديد من هذه القصص قد نشرت من قبل مؤلفين في مجلس الشيوخ العدائي، الذين أدانوا دوميتيان كطاغية بعد وفاته. الشائعات الخبيثة، مثل تلك المتعلقة بخيانة دوميتيا المزعومة، تكررت بحماس، واستخدمت في تسليط الضوء على نفاق الحاكم الذي يبشر علنًا بالعودة إلى أخلاق أغسطس، بينما ينغمس سرًا في التجاوزات ويرأس بلاطًا فاسدًا. نفى دوميتيان زوجته، لكن جونز يجادل أنه على الأرجح فعل ذلك بسبب فشلها في إنجاب وريث. ومع ذلك، فقد انتشرت الشائعات المتعلقة بسوء سلوك دوميتيا المزعوم مع باريس حتى في زمن دوميتيان، ولم يتخذ أي إهانات موجهة لزوجه باستخفاف. بعد وقت قصير من اعتلائه العرش، أُعدم أيليوس لاميا بسبب تصريحات المزاح التي صدرت سابقًا في عهد تيتوس. في عام 93، أُعدم ابن هيلفيديوس بريسكوس بسبب قيامه بتأليف انفصال دوميتيان عن زوجته. كانت قصص علاقة دوميتيان بجوليا على الأرجح اختراعًا لكاتب ما بعد دوميتيان.
بحلول عام 84، عادت دوميتيا إلى القصر، حيث عاشت ما تبقى من عهد دوميتيان دون وقوع حادث. لا يُعرف سوى القليل عن أنشطة دوميتيا الدقيقة كإمبراطورة، أو مقدار التأثير الذي كانت تمارسه في حكومة دوميتيان، لكن يبدو أن دورها كان محدودًا إلى حد كبير بالمظاهر الاحتفالية. من سويتونيوس، نعرف أنها كانت ترافق الإمبراطور على الأقل في مسرح الأحداث، في حين يتحدث الكاتب اليهودي جوزيفوس عن الفوائد التي حصل عليها منها. كانت أيضًا مالكة لحدائق هورتي دوميتيا.

## في السنوات اللاحقة
في 18 سبتمبر 96، اغتيل دوميان في مؤامرة القصر التي نظمها موظفو البلاط الإمبراطوري. حملت جثته على النعش المتعارف عليه، وحُرقت بطريقة غير متقنة بواسطة ممرضته فيليس، وقد اختلط رماد جثمانه مع ابنة أخيه جوليا في معبد جينز فلافيا. وفي اليوم نفسه، خلفه صديقه ومستشاره، ماركوس كوتشيسيوس نيرفا. وطبقًا للمصادر القديمة فإن دوميتيا قد تورطت في المؤامرة ضد دوميتيان، إما عن طريق التورط مباشر، أو معرفتها المسبقة بالاغتيال. المؤرخ كاسيوس ديوفي الذي كتب بعد أكثر من قرن من الاغتيال، ادعى أن دوميتيا صادقت على قائمة من رجال حاشية دوميتيان تهدف إلى اغتياله، ونقل المعلومات إلى تشامبرلين بارثينيوس. مع ذلك، فإن القصة ملفقة على الأرجح، حيث يعزو هيروديان قصة مماثلة لاغتيال كومودوس. وفقا لجونز، تشير الأدلة إلى أن دوميتيا ظلت مخلصة لدوميتيان، حتى بعد وفاته. بعد خمسة وعشرين عامًا من اغتيال زوجها، وعلى الرغم من أن مجلس الشيوخ لعن ذكراه، كانت تشير إلى نفسها باسم «دوميتيا، زوجة دوميتيان». في وقت ما بين (126-140)، أقيم معبد مخصص لدوميتيا في غابي. وقد توفيت بسلام في وقت ما بين (126-130)م.

## الفنون اللاحقة
- الممثل الروماني، مسرحية من عصر كارولين، كتبها فيليب ماسنج، بخصوص العلاقة المزعومة بين دوميتيا لونجينا وباريس.
- دوميتيا (1898). رواية تاريخية لسابين بارينج جولد، دورة كامبريدج اللاتينية (1972)، وهي سلسلة من الكتب المدرسية اللاتينية، والجزء الرابع منها يتميز بعلاقة بين دوميتيا وممثل مشهور يعرف باسم باريس.
- دوميتيا ودوميتيان (2000)، رواية تاريخية كتبها ديفيد كورسون، تستند إلى أعمال تاريخية لبرايان جونز وبات ساذرن، تدور حول شخصيات العنوان.
- بنات روما (2011) رواية تاريخية لكيت كوين، والتي تعرض تفاصيل حياة دوميتيا (تسمى هنا كورنيليا سيكوندا، أو مارسيلا)، وأختها واثنين من أبناء عمومتها خلال عام الأباطرة الأربعة. يعد هذا الكتاب مقدمة لرواية «عشيقة روما» لرواية كوين لعام 2010، والتي تعرض فيها دوميتيا أيضًا.